# Germainville
Germainville é uma comuna francesa na região administrativa do Centro, no departamento Eure-et-Loir. Estende-se por uma área de 8,6 km². Em 2010 a comuna tinha 307 habitantes (densidade: 35,7 hab./km²).